# Погородно
Погородно (бел. Пагаро́дна) — агрогородок в Вороновском районе Гродненской области Белоруссии. Административный центр Погородненского сельсовета.

## География
Находится в 18 км к юго-западу от Вороново, 9 км от железнодорожной станции Бастуны, у реки Каменка. Автодорогами соединено с Лидой, Вороново, Радунь.
Рельеф равнинно-холмистый, на востоке искусственный водоём.

## История
Ипатьевская летопись под 1276 годом сообщает как князь Тройден принял к себе пруссов, сбежавших от притеснения немцев и поселил часть их в Городни, однако, по мнению Аллы Квятковской имелось в виду Городно (Гродно).
Имение Городно (Гродно) упоминается с XV века, до 1489 года великокняжеская собственность в Городненском войтовстве. В конце XVI века Подгородное имение Городно (Гродно), собственность Подгородинского, в Лидском уезде Виленского воеводства Великого Княжества Литовского, позже собственность М. Сапеги, 12 душ крестьян.
После 3-го раздела Речи Посполитой (1795) в составе Российской империи, в Виленской, с 1797 года Литовской, с 1801 года Гродненской, с 1842 года Виленской губерниях.  В середине XIX века деревня того имения в Александровской волости Лидского уезда Виленской губернии, владение графа М. Потоцкого, в 1857 году насчитывалось 39 ревизских душ.
Усадебно-парковый ансамбль в Городно (Гродно) сформировался во второй половине XVIII века при владельце гетмане Людвике Тышкевиче, которому имение досталось от бабки Саломеи Радзивиляки. Деревянный господский дом был возведён в стиле классицизма в 1780 году по проекту польского архитектора Шимона Цуга. Спустя столетие усадьба принадлежала А. Потоцкому, потом Игнаткевичу, а в начале XX века — генералу К. Кондратовичу. От разрушенной в 1914 году усадьбы остался парк и фрагменты часовни.
Согласно переписи в 1870 году в деревне 360 жителей. В 1885 году в деревне фольварк, часовня, корчма. В 1897 году в Подгородно 18 дворов, 132 жителя, скамейка, постоялый дом, в усадьбе 59 жителей, в 1908 году — 11 дворов 154 жителя (28 семей), 166,3 десятин земли, 30 лошадей. В имении 81 житель.
С 1921 года Погородно в составе Польши, в Александровской гмине Лидского уезда, 23 двора, 138 жителей.
С ноября 1939 года в БССР.
С 15 января 1940 года Радунском районе, с 12 октября 1940 года в Осовском сельсовете.  В 1940 году 143 жителя. В имении Городно находилась усадьба Радунской МТС (7 тракторов).
С конца июня 1941 года до середины июля 1944 года деревня оккупирована нацистами.
С 20 сентября 1944 года в Гродненской области.
24 января 1945 года на пост 10-го отдельного батальона воздушного наблюдения, оповещения и связи, располагавшегося у деревни, напало около 30 бойцов Армии Крайовой («лесные братья») с целью захватить оружие. Боевой расчет поста — 5 девушек-связисток — несколько часов вел бой. Нападавшие ворвались на пост после того, как 4 связистки были убиты и 1 тяжело ранено.
В 1949 году в бывшем имении создан колхоз. С 1959 года деревня в Вороновском районе, с 1963 года центр сельсовета.
В 1970 году 363 жителя, швейная мастерская, средняя школа, Дом культуры, больница, библиотека, детский сад, аптека, отделение связи, ветучасток, столовая, 2 магазина.

## Население
- 1870 год — 360 жителей
- 1897 год — 132 жителя
- 1908 год — 154 жителя
- 1921 год — 138 жителей
- 1940 год — 143 жителя
- 1970 год — 363 жителя
- 2004 год — 977 жителей, 349 хозяйств
- 2014 год — 1 009 жителей, 382 хозяйства
- 2019 год — 801 жителей (перепись населения)

## Культура
- Дом культуры
- Центр культуры и народного творчества
- Музейная комната «Тут Радзімы маёй пачатак» филиала «Погородненский центр культуры и народного творчества» ГУК «Вороновский районный центр культуры и народного творчества»

Музейная комната «Тут Радзімы маёй пачатак» создана в 2010 году с целью изучения и сохранения народных традиций региона. В музейной комнате собрано более 100 экспонатов, среди которых – предметы быта, орудия труда. Каждый экспонат отличается самобытностью и близостью к народным истокам. Основное место отведено изделиям декоративно-прикладного искусства (художественная обработка дерева, лозоплетение, гончарное ремесло, ткачество, вышивка). Также в экспозиции представлены фотографии из семейного альбома генерала Кондратовича.

С июля 2012 года в музейной комнате работает студия «Школа ткачества».
- В 2018 году элемент нематериального культурного наследия «Традиционные ткацкие техники изготовления многоцветных узорных покрывал и ковров в аг. Погородно Вороновского района Гродненской области» внесён в Государственный список историко-культурных ценностей Республики Беларусь[3].

## Достопримечательность

### Парк
Парк регулярного типа заложен в конце XVIII века. Садовником и создателем усадебного парка, вероятно, был И. Л. Кнакфус. Парк регулярной симметрично-осевой планировки, крестообразный в плане. Сохранился частично.
Центром композиции был каменный усадебный дом (не сохранился), установленный на небольшой террасе. По продольной планировочной оси (восток — запад) расположены въездные ворота в виде двух каменных пилонов, аллея, обсаженная деревьями, площадь перед домом.
За зданием находятся прямоугольный партер и узкий искусственный водоём, обсаженный деревьями местных пород. Раньше перспективу завершала каменная часовня (не сохранилась), от которой до партера шла вокруг пруда круговая дорожка. По бокам партера симметрично располагались разделенные маслами баскеты с плодовыми деревьями.
Впоследствии на месте боскетов появились красочные поляны с декоративными группами деревьев и кустарников. В северной части парка сохранилась часовня, построенная в середине XVIII века.

### Часовня
Часовня построена в середине XVIII века возле дворца Людвика Скумин-Тышкевича (не сохранился) как родовая усыпальница.
Памятник архитектуры рококо. 1-нефовый объём с 2-этажной квадратной в плане под общей 2-склонной крышей плебанией со стороны апсиды. Вогнутая плоскость главного фасада разворована многослойными пилястрами с ракайльными капителями, завершена фигурным щитом с изображением герба владельца усадьбы. Вход решен полуавтоматическим порталом, над ним — фигурный оконный проём. Боковые фасады расчленены высокими лучковыми оконными проемами и крупными контрфорсами.
Внутри пространство было перекрыто крестовыми сводами на подпружных арках, которые на стенах переходили в пилястры с ракайльными капителями. Пластико-декоративным акцентом интерьера является пластичный алтарь, композиционно похожий на главный фасад здания: пилястры с лепкой на капителях обрамляли арку, над которой был картуш с гербом владельца усадьбы. Над входом были размещены хоры с выпуклой оградой на фигурных столбах. В боковых цилиндрических шахтах находились винтовые лестницы на хоре. Дверь по обе стороны алтаря вели в коридор, а из него — в пристройку плебании с овальными сводами на 1-м этаже. Под храмом-большая сводчатая крипта.

### Памятник связисткам
Памятник связисткам на месте боя 24 января 1945 года установлена в 1975 году (автор В. Каравашкин) — вертикальная стела и 2 бетонных блока, скомпонованных в форме стилизованной римской цифры IV, по трёхступенчатому стилобату.  На плоскостях стелы и блоков — барельефное изображение ордена Отечественной войны, рельефное изображение девушки-связистки и надпись-посвящение.

## Утраченное наследие
Просторный одноэтажный усадебный дом имел фронтально вытянутые фасады, по центру которых выделялись сильные архитектурные акценты в виде ризалитов с четырёхколонными дорическими портиками, под главный из которых по широким боковым пандусам въезжали кареты. Треугольные фронтоны портиков заполняли пластичные резные картуши. Архитектурную выразительность зданию придавал размеренный ритм высоких прямоугольных окон в богатых наличниках с сандриками на фоне сплошной рустовки.
Внутри дом имел парадную анфиладу апартаментов с огромным бальным залом в центре. В подвале, в который вели торцовые лестницы, находились хозяйственные помещения и жилье прислуги. Строгий и аскетичный внешний вид здания значительно контрастировал с обилием и великолепием интерьера дома, оформленного с использованием полотняных обоев, стуковых панелей, позолоченных барельефов, медальонов, гирлянд, цветов, ваз с орнаментной росписью, кафельных грубок и каминов.

## Известные лица
- Киприан Антонович Кондратович (1859—1932) — генерал от инфантерии (06.12.1910) русской императорской армии, участник русско-японской войны и Первой мировой войны.